# مانامبوترا سود
مانامبوترا سود (به لاتین: Manambotra Sud) یک منطقهٔ مسکونی در ماداگاسکار است که در فرافنگانا واقع شده‌است. مانامبوترا سود ۵٬۰۰۰ نفر جمعیت دارد و ۸ متر بالاتر از سطح دریا واقع شده‌است.